# Политикин избор спортисте године
“Политика”, најстарији дневни лист на Балкану, бира најуспешнијег спортисту године од 1953. године. Државе у којима је биран спортиста године у протеклом периоду су: Федеративна Народна Република Југославија (ФНРЈ), Социјалистичка Федеративна Република Југославија (СФРЈ), Савезна Република Југославија (СРЈ), Државна заједница Србија и Црна Гора (СЦГ) и Република Србија (РС). Спортисту године бирао је и лист “Спортске новости” од 1950. до 1990. године , док је “Спорт” додељивао награду “Златна значка” најбољем спортисти од 1957. до 2015. године.

## Спортиста године

### ФНРЈ, период 1953 – 1963.
| Година              | Најбољи спортиста | Животни датуми | Спорт           | Дисциплина        |
| ------------------- | ----------------- | -------------- | --------------- | ----------------- |
| 1953.               | Перица Влашић     | 1932 – 2004.   | ВЕСЛАЊЕ         | Кану једносед     |
| 1954.               | Жарко Долинар     | 1920 – 2005.   | СТОНИ ТЕНИС     | Дубл              |
| 1954.               | Вилим Харангозо   | 1925 – 1975.   | СТОНИ ТЕНИС     | Дубл              |
| 1955.               | Бернард Вукас     | 1927 – 1983.   | ФУДБАЛ          |                   |
| 1956.               | Фрањо Михалић     | 1920 – 2015.   | АТЛЕТИКА        | Маратон           |
| 1957.               | Божидар Комац     | 1926.          | ВАЗДУХОПЛОВСТВО | Једрличарство     |
| 1958.               | Станко Лоргар     | 1931 – 2014.   | АТЛЕТИКА        | 110м са препонама |
| 1959.               | Дује Смољановић   | 1931 – 2014.   | КУГЛАЊЕ         |                   |
| 1960.               | Радивоје Кораћ    | 1938 – 1965.   | КОШАРКА         |                   |
| 1961, 1962. и 1963. | Мирослав Церар    | 1939.          | ГИМНАСТИКА      | Коњ са хватаљкама |

### СФРЈ, период 1964 – 1991.
| Година        | Најбољи спортиста | Животни датуми | Спорт          | Дисциплина                         |
| ------------- | ----------------- | -------------- | -------------- | ---------------------------------- |
| 1964.         | Мирослав Церар    | 1939.          | ГИМНАСТИКА     | Коњ са хватаљкама                  |
| 1965.         | Бранислав Лончар  | 1937.          | СТРЕЉАШТВО     | Малокалибарска пушка               |
| 1966. и 1971. | Вера Николић      | 1948.          | АТЛЕТИКА       | 800m                               |
| 1967.         | Иво Данеу         | 1937.          | КОШАРКА        |                                    |
| 1968.         | Ђурђа Бједов      | 1947.          | ПЛИВАЊЕ        | Прсно, делфин, мешовито и слободно |
| 1969.         | Драган Џајић      | 1946.          | ФУДБАЛ         |                                    |
| 1970.         | Десанка Петровић  | 1941.          | СТРЕЉАШТВО     | Пушка                              |
| 1972. и 1974. | Мате Парлов       | 1948 – 2008.   | БОКС           | Полутешка                          |
| 1973.         | Маријан Бенеш     | 1951 – 2018.   | БОКС           | Лако-велтер                        |
| 1975.         | Ненад Стекић      | 1951.          | АТЛЕТИКА       | Скок у вис и у даљ                 |
| 1976.         | Матија Љубек      | 1953 – 2000.   | КАНУ           | Једноклек и двоклек                |
| 1977.         | Шабан Сејдиу      | 1959.          | РВАЊЕ          | Слободни стил                      |
| 1978.         | Дражен Далипагић  | 1951.          | КОШАРКА        |                                    |
| 1979.         | Миодраг Перуновић | 1951.          | БОКС           | Велтер                             |
| 1980.         | Слободан Качар    | 1957.          | БОКС           | Полутешка                          |
| 1981. и 1983. | Борут Петрич      | 1961.          | ПЛИВАЊЕ        | 400m и 100m прсно                  |
| 1982.         | Бојан Крижај      | 1957.          | АЛПСКО СКИЈАЊЕ | Слалом и велеслалом                |
| 1984.         | Шабан Трстена     | 1965.          | РВАЊЕ          | Слободан стил                      |
| 1985.         | Љубиша Симић      | 1963.          | БОКС           | Бантам                             |
| 1986.         | Рок Петровић      | 1966 – 1993.   | АЛПСКО СКИЈАЊЕ | Слалом                             |
| 1987. и 1988. | Јасна Шекарић     | 1965.          | СТРЕЉАШТВО     | Ваздушни и малокалибарски пиштољ   |
| 1989.         | Матеја Свет       | 1968.          | АЛПСКО СКИЈАЊЕ | Слалом и велеслалом                |
| 1990.         | Тони Кукоч        | 1968.          | КОШАРКА        |                                    |
| 1991.         | Моника Селеш      | 1973.          | ТЕНИС          | Сингл                              |

### СРЈ, период 1992 – 2002.
| Година              | Најбољи спортиста    | Датум рођења | Спорт      | Дисциплина                       |
| ------------------- | -------------------- | ------------ | ---------- | -------------------------------- |
| 1992.               | Моника Селеш         | 1973.        | ТЕНИС      | Сингл                            |
| 1993.               | НИЈЕ ОБАВЉЕН ИЗБОР   |              |            |                                  |
| 1994.               | Јасна Шекарић        | 1965.        | СТРЕЉАШТВО | Ваздушни и малокалибарски пиштољ |
| 1995.               | Александар Ђорђевић  | 1967.        | КОШАРКА    |                                  |
| 1996.               | Александра Ивошев    | 1974.        | СТРЕЉАШТВО | Ваздушна пушка и тростав         |
| 1997.               | Никола Грбић         | 1973.        | ОДБОЈКА    |                                  |
| 1998, 1999. и 2002. | Дејан Бодирога       | 1973.        | КОШАРКА    |                                  |
| 2000.               | Владимир Грбић       | 1970.        | ОДБОЈКА    |                                  |
| 2001.               | Владимир Вујасиновић | 1973.        | ВАТЕРПОЛО  |                                  |

### СЦГ, период 2003 – 2005.
| Година | Најбољи спортиста | Датум рођења | Спорт      | Дисциплина                       |
| ------ | ----------------- | ------------ | ---------- | -------------------------------- |
| 2003.  | Милорад Чавић     | 1984.        | ПЛИВАЊЕ    | 100m делфин и слободно           |
| 2004.  | Јасна Шекарић     | 1965.        | СТРЕЉАШТВО | Малокалибарски и ваздушни пиштољ |
| 2005.  | Данило Икодиновић | 1976.        | ВАТЕРПОЛО  |                                  |

### РС, период 2006 – 2017.
| Година                    | Најбољи спортиста | Датум рођења | Спорт     | Дисциплина                       |
| ------------------------- | ----------------- | ------------ | --------- | -------------------------------- |
| 2006.                     | Оливера Јевтић    | 1977.        | АТЛЕТИКА  | Маратон и 5000m                  |
| 2007, 2011, 2014. и 2015. | Новак Ђоковић     | 1987.        | ТЕНИС     | Сингл                            |
| 2008. и 2009.             | Милорад Чавић     | 1984.        | ПЛИВАЊЕ   | 100m слободно и делфин           |
| 2010.                     | Зорана Аруновић   | 1986.        | СРЕЉАШТВО | Ваздушни и малокалибарски пиштољ |
| 2012. и 2017.             | Милица Мандић     | 1991.        | ТЕКВОНДО  | Преко 67 kg                      |
| 2013.                     | Емир Бекрић       | 1991.        | АТЛЕТИКА  | 110m са препонама                |
| 2016.                     | Давор Штефанек    | 1985.        | РВАЊЕ     | Грчко-римски стил                |

## Статистички подаци

### Општи подаци
| Број држава | Број избора | Број жена | Број мушкараца |
| ----------- | ----------- | --------- | -------------- |
| 5           | 63          | 9         | 39             |

### Више пута бирани
Од 48 спортиста године троје је бирано четири пута, двојица три пута и петоро два пута.
| Спортиста године | Година                    | Држава              | Спортиста године | Година        | Држава     |
| ---------------- | ------------------------- | ------------------- | ---------------- | ------------- | ---------- |
| Мирослав Церар   | 1961, 1962, 1963. и 1964. | ФНРЈ (3) и СФРЈ     | Вера Николић     | 1966. и 1977. | СФРЈ       |
| Јасна Шекарић    | 1987, 1988, 1994. и 2004. | СФРЈ (2), СРЈ и СЦГ | Мате Парлов      | 1972. и 1974. | СФРЈ       |
| Новак Ђоковић    | 2007, 2011, 2014. и 2015. | РС                  | Борут Петрич     | 1981. и 1983. | СФРЈ       |
| Дејан Бодирога   | 1998, 1999. и 2002.       | СРЈ                 | Моника Селеш     | 1991. и 1992. | СФРЈ и СРЈ |
| Милорад Чавић    | 2003, 2008. и 2009.       | СЦГ (2) и РС        | Милица Мандић    | 2012. и 2014. | РС         |

### Спортови
Спортисти године су бирани из 17 различитих спортова.
| Спорт          | Број пута | Спорт           | Број пута |
| -------------- | --------- | --------------- | --------- |
| АТЛЕТИКА       | 8         | СТОНИ ТЕНИС     | 2         |
| КОШАРКА        | 8         | ФУДБАЛ          | 2         |
| СТРЕЉАШТВО     | 8         | ВАТЕРПОЛО       | 2         |
| ТЕНИС          | 6         | ТЕКВОНДО        | 2         |
| ПЛИВАЊЕ        | 6         | ВЕСЛАЊЕ         | 1         |
| БОКС           | 6         | ВАЗДУХОПЛОВСТВО | 1         |
| ГИМНАСТИКА     | 4         | КУГЛАЊЕ         | 1         |
| АЛПСКО СКИЈАЊЕ | 3         | КАНУ            | 1         |
| РВАЊЕ          | 3         |                 |           |